# Sepsis abyssinica
Sepsis abyssinica är en tvåvingeart som beskrevs av Oswald Duda 1926. Sepsis abyssinica ingår i släktet Sepsis och familjen svängflugor.
Artens utbredningsområde är Etiopien. Inga underarter finns listade i Catalogue of Life.